# Amersham (metrostation)
Amersham is een station van de metro van Londen aan de Metropolitan Line. Het station is geopend in 1892. Het station wordt ook gebruikt voor treindiensten door Chiltern Railways tussen Station Aylesbury en Station London Marylebone.

## Geschiedenis
Na de verlenging van haar westlijn van Harrow-on-the-Hill tot Pinner in 1885 wilde de Metropolitan Railway de lijn via Rickmansworth en Chesham verder doortrekken naar Tring waar de reizigers tussen metro en West Coast Mainline zouden kunnen overstappen. Het deel tot Rickmansworth werd geopend op 1 september 1887 waarna de bouw ten westen van Rickmansworth begon. MR had echter haar aanvankelijke plan om naar Tring te rijden in de ijskast gezet en gekozen voor een alternatieve route door de Chilternheuvels, namelijk via Amersham naar Aylesbury en Verney Junction. Het station werd geopend op 1 september 1892 als onderdeel van deze verlenging via Chalfont Road (nu Chalfont & Latimer) naar Aylesbury die op dezelfde dag in gebruik kwam. Op 16 maart 1899 werd de Great Central Railway (GCR) vanuit het noorden tot Marylebone doorgetrokken. Het station gemeenschappelijk eigendom van MR en GCR en de treinen van de GCR de gebruikten de sporen van de MR tussen Quainton Road en Canfield Place. 
De GCR nam in 1906 eigen sporen tussen Aylesbury en Marylebone ten zuiden van Harrow in gebruik uit ontevredenheid met het gemengde bedrijf van metro en trein zodat een deel van de GCR- treinen van de metrosporen verdween. Op 12 maart 1922 werd de naam veranderd in "Amersham & Chesham Bois", maar de oorspronkelijke naam werd in 1937 hersteld. Op 1 januari 1923 werd de GCR onderdeel van de London and North Eastern Railway (LNER) op grond van de Railways Act 1921 en op 1 juli 1933 werd het OV in Londen genationaliseerd in de London Passenger Transport Board die de MR voortzette als Metropolitan Line. Nadat de underground haar stoomdiensten ten noorden van Quainton Road al in het interbellum had afgestoten werd Aylesbury in 1948 het westelijke eindpunt. 
Op 1 januari 1948 werd de LNER genationaliseerd, waarbij haar aandeel in het station aanvankelijk in handen kwam van de Eastern Region van British Railways , alvorens te worden overgedaan aan de London Midland Region in 1958. Op 12 september 1960 werden de sporen van Rickmansworth naar Amersham geëlektrificeerd waarmee dat deel van het New Works Programme alsnog werd uitgevoerd. Op 10 september 1961 staakte de underground haar diensten ten westen van Amersham dat sindsdien een eindpunt van de Metropolitan Line is. London Underground bestelde als onderdeel van de elektrificatie het zogeheten  Amersham-materieel. De stoptreinen tussen Aylesbury en Marylebone werden sindsdien door British Rail verzorgd. 

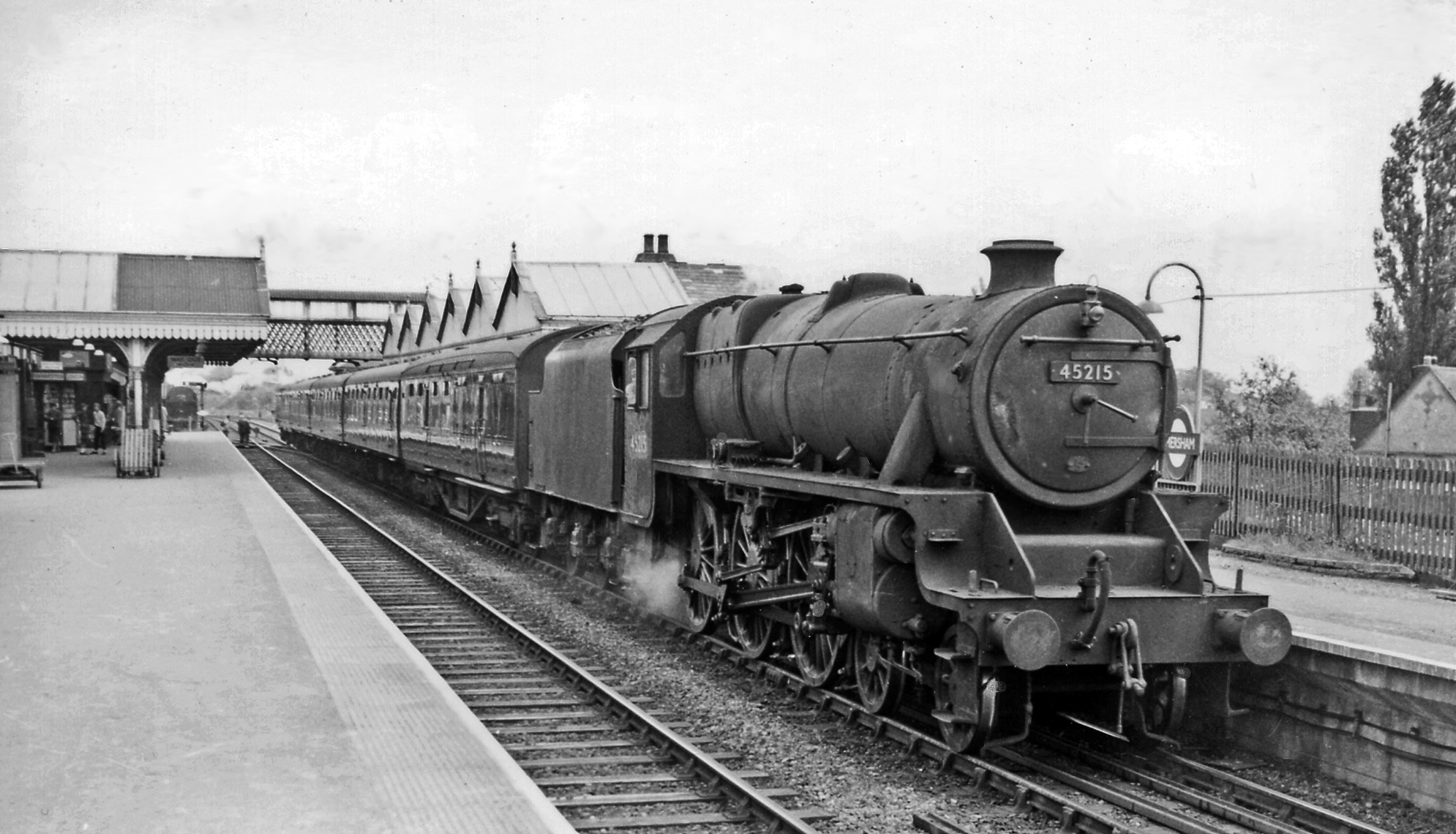
De stoptrein Marylebone - Woodford Halse stopt op 19 mei 1959 in Amersham.
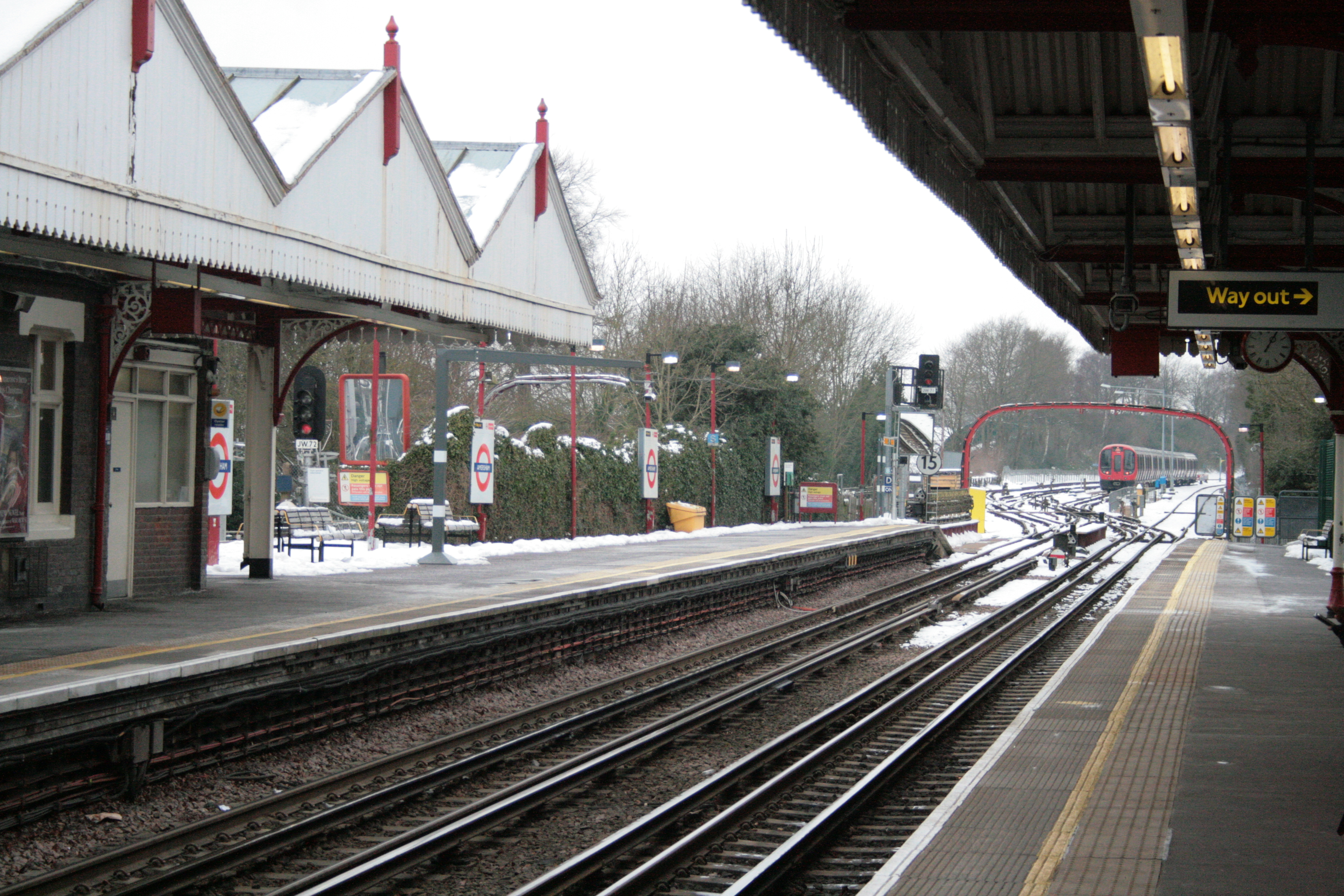
Sporen en perrons met op de achtergrond een S-stock metrostel op de kopsporen.
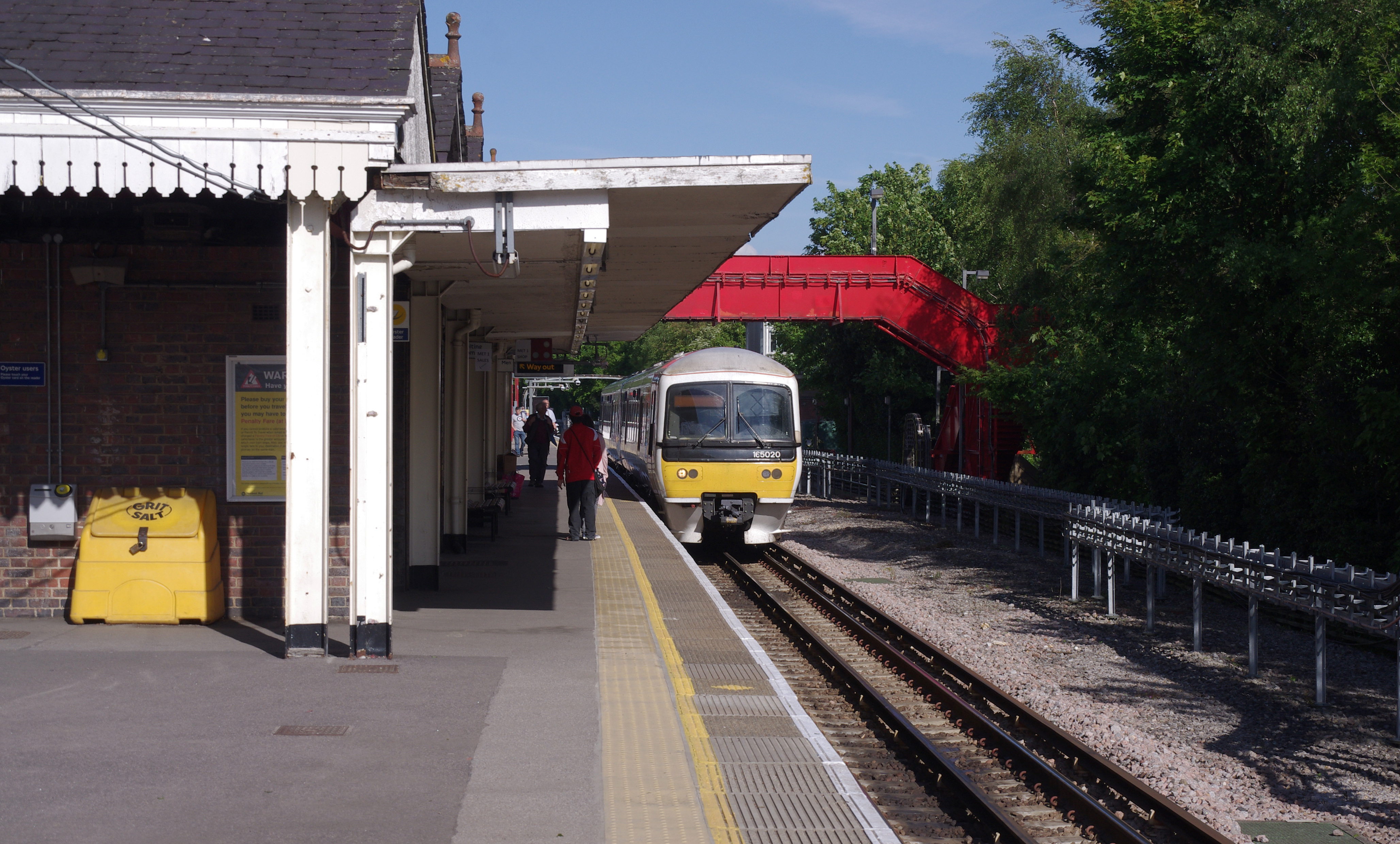
Chiltern Railways op het zuidelijke spoor op weg naar Aylesbury.

## Ligging en inrichting
Het station ligt 38,1 km ten noordwesten van Charing Cross, waardoor het het op een na verste metrostation is van het centrum van Londen en het op een na westelijkste station van het hele Londense metronet, na Chesham. Het ligt in Travelcard Zone 9, de voormalige zone D, buiten Londen in Buckinghamshire. Het stationsgebouw staat aan de noordkant van de sporen aan de Station Approach in  Amersham. De treinen en metro's naar Londen stoppen langs het perron bij het stationsgebouw, het perron aan de andere kant werd in het kader van de elektrificatie tussen 1958 en 1962 omgebouwd tot eilandperron. Dit eilandperron verwerkt aan de zuidkant de treinen uit Londen naar het noorden en westen, aan de noordkant stoppen de metro's die hier eindigen. Deze metro's rijden leeg naar de kopsporen, die ten westen van het station tussen de doorgaande sporen liggen, en keren daar voor de terugweg naar de stad. De perrons zijn alleen via OV-poortjes toegankelijk. 
In 2009 besloot Transport for London (TfL), vanwege financiële beperkingen, te stoppen met het rolstoeltoegankelijk maken van het station. De bezuiniging viel bij Amersham en vijf andere stations, omdat dit relatief stille stations zijn en sommige al op een of twee stations verder een rolstoeltoegankelijk hadden. In 2017 kondigde TfL aan dat de financiering voor Amersham rond was, de werkzaamheden werden in februari 2021 alsnog voltooid.

## Reizigersdienst
Het station Amersham wordt bediend door de Metropolitan Line en sinds 1996 door Chiltern Railways. De laatste verzorgd treindiensten tussen London Marylebone en Aylesbury. Vanuit Aylesbury biedt een pendeldienst naar Princes Risborough een verbinding met de doorgaande diensten tussen Marylebone en Birmingham Snow Hill. Deze diensten werden tot 1982 onderhouden door British Rail en daarna tot 1993 voortgezet door Network Southeast. De reistijden tussen Amersham en het centrum van Londen variëren tussen de 33 en 60 minuten. De reistijd tussen Amersham en Chalfont & Latimer is ongeveer drie en een halve minuut. De treindiensten en de metro gebruiken ten westen van Rickmansworth dezelfde sporen,  verder richting Marylebone beschikt Chiltern Railways weer over eigen sporen.
In december 2010 werden de daldiensten van de Metropolitan Line van en naar Amersham teruggebracht tot twee per uur toen, in verband met de instroom van de S-stock, de metro's om en om naar Chesham en Amersham gingen rijden. Hiermee werd teruggekeerd naar de oorspronkelijke frequentie van twee Metropolitan ritten per uur in plaats van de vier die sinds 2005 gereden werden. In combinatie met de stoptreinen van Chitern Railways is Amersham nog steeds door vier ritten per uur met Londen verbonden. Deze dienst wordt aangevuld met extra ritten tijdens de spitsuren, zowel door de metro als Chiltern railways. Door de gelijkmatige verdeling van de metroritten tussen de beide eindpunten leidt ook tot minder opstoppingen op de wegen in de buurt en een betere verdeling van het P&R verkeer, hoewel de verandering puur om operationele redenen werd doorgevoerd.
De daldienst op het station omvat:
- 2 ritten per uur naar Aldgate (metro)
- 2 ritten per uur naar Londen Marylebone
- 2 ritten per uur naar Aylesbury waarvan 1 verder naar Aylesbury Vale Parkway